# Giorni d'amore sul filo di una lama
Giorni d'amore sul filo di una lama è un film del 1973 diretto da Giuseppe Pellegrini, qui al suo esordio registico.

## Trama
Stefano Bruni, il figlio di un potente industriale si trova a Venezia per essere ricevuto dal patriarca e sul posto, Stefano fa la conoscenza di Lidia Carelli, una giovane residente del luogo.
In breve tempo, Stefano e Lidia capiscono di essere innamorati l'uno dell'altra, ma questo fattore ostacola i progetti del padre del ragazzo che intende farlo convolare a nozze con Giovanna Selva, la figlia di un imprenditore benestante che andrebbe a favorirne i propri affari. Mentre si trova all'estero, Stefano apprende da una comunicazione con il padre, che Lidia è morta in un incidente stradale riportato su un articolo giornalistico cartaceo.
Ormai rassegnato, Stefano obbedisce alla volontà paterna e inizia a frequentare Giovanna, ciò nonostante, Lidia rimane uno dei suoi principali pensieri giornalieri per via del fatto che non riesce ancora a elaborare il lutto improvviso; un giorno però, il ragazzo crede di rivedere il volto della sua amata in quello di una fotoreporter e inizia a cercarla per scoprirne di più.
Durante lo svolgimento della ricerca, Stefano scopre che dietro la morte fittizia di Lidia, c'è un piano diabolico messo in atto da suo padre ai danni di quello di Lidia e che per di più la ragazza si è legata a Gianni Massara, un famigerato malvivente; sfumato il progetto del padre di Stefano, i due ragazzi tornano a Venezia dove incontrano Massara, latitante e armato. Tentano la fuga, ma Lidia viene ferita da Gianni con un colpo di pistola.
Fortunatamente Lidia viene soccorsa in tempo, mentre Gianni viene prontamente catturato dalle forze dell'ordine. Il film si chiude col primo piano della ragazza distesa sul lettino in camera operatoria. Il finale resta "aperto" lasciando agli spettatori di decidere quale sarà l'esito dell'intervento.

## Produzione
Il film è ambientato e girato nelle città di Firenze, Pisa, Livorno e Venezia.

## Distribuzione
Il film è stato distribuito nei cinema italiani a partire dal 24 marzo 1973. In Francia è invece stato proiettato a partire dal 15 ottobre 1975.